# Пушкин, Пётр Калинович
Пётр Калинович Пушкин (1691 — 27 сентября 1744) — лейтенант (1716), капитан-лейтенант (1722), капитан 2-го ранга (1731), затем действительный статский советник и директор Морской Академии в Санкт-Петербурге.

## Биография
Представитель дворянского рода Пушкиных. Младший сын стольника и ротмистра Калины Гавриловича Пушкина. Старшие братья — сержант Преображенского полка Сергей Пушкин и стольник Иван Пушкин.
Учился в навигацкой школе в Москве, откуда в 1708 году был переведен волонтёром на флот. Через два года в 1710 году он был отправлен в Голландию для изучения морскому делу, плавал волонтёром на голландских военных кораблях до Португалии и находился в крейсерствах (разъезды военных кораблей по морю с целью захвата неприятельских торговых судов). В 1713 году П. К. Пушкин учился вместе с другими русскими дворянами в Амстердаме.
Вернувшись на родину, он в 27 января (7 февраля) 1716 года получил чин лейтенанта, а 2 (13) марта 1721 году — капитан-лейтенанта. В 1722 году Пётр Калинович Пушкин служил на Каспийском море и участвовал в персидском походе царя Петра Великого, где командовал 4-й эскадрой ластовых судов. В 1723 году он участвовал в штурме города Баку.
В 1725 году П. К. Пушкин попал под суд за потерю гекбота «Гиркания» на Каспийском море, но смог оправдаться и 20 (31) января 1726 года был переведен из Астрахани в Санкт-Петербург.
15 (26) декабря 1727 года получил чин капитана 3-го ранга. 4 (15) января 1728 года он был назначен помощником вице-адмирала Якоба Вильстера и директором Морской Академии. Командуя кораблем «Рафаил», он плавал в Киль и до 24 марта (4 апреля) 1730 года руководил Морской Академией. 19 (30) марта 1731 года П. К. Пушкин был произведен в капитаны 2-го ранга и уволен со службы, но в ноябре того же года был определен в Тавров «для лучшего отправления дел», где пробыл до 7 (18) ноября 1732 года.
29 декабря 1732 (9 января 1733) года Пётр Калинович Пушкин был назначен советником в Экипажную экспедицию, 16 (27) октября 1739 года он был переведен советником Адмиралтейств-коллегии с рангом контр-адмирала. 30 октября (10 ноября) 1741 года П. К. Пушкин был назначен губернатором в Архангельск, но через месяц вернулся к обязанностям советника Адмиралтейства.
В 1743 году Пётр Калинович Пушкин, будучи действительным статским советником, «назначен присутствовать» на суде по делу Лопухиных, уличённых в «замысле» и приговорённых, в итоге, к «колесованию и отрезанию языков».
Вместе со своим братом, стольником Иваном Калиновичем Пушкиным (женатым на родной сестре светлейшего князя А. Д. Меньшикова — Татьяне), получил во владение все имения своего дальнего родственника, боярина Матвея Степановича Пушкина, сосланного в 1698 году в Енисейск — за участие сына его, Феодора, в «стрелецком бунте».
27 сентября (8 октября) 1744 года П. К. Пушкин скончался бездетным.